# PACER Plus
PACER Plus és un acord de lliure comerç entre membres del Fòrum de les Illes del Pacífic (els països insulars del Fòrum més Austràlia i Nova Zelanda). L'acord amplia l'actual Acord del Pacífic sobre relacions econòmiques més estretes (PACER) per incloure una major liberalització comercial i assistència al desenvolupament. Va entrar en vigor el 13 de desembre de 2020.

## Desenvolupament
Les negociacions sobre l'acord van començar l'any 2009 i es van completar l'abril de 2017. Va quedar obert per a la signatura a Nuku'alofa, Tonga, el juny de 2017 i inicialment va ser signat per onze països: Austràlia, Illes Cook, Kiribati, Nauru, Nova Zelanda, Niue, Samoa, Illes Salomó, Tonga, Tuvalu i Vanuatu.

### Ratificació
L'acord havia de ser ratificat per vuit signants per entrar en vigor. Nova Zelanda va ser la primera a ratificar-lo, l'octubre de 2018, seguida d'Austràlia el desembre de 2018, Samoa el juliol de 2019, les Illes Salomó el juny de 2020 i Niue el juliol de 2020. Kiribati i Tonga també el van ratificar. Les Illes Cook van ratificar-lo el 13 d'octubre de 2020, el vuitè país que ho va fer. El tractat va entrar en vigor dos mesos després de la vuitena ratificació.

### Crítiques
El valor de l'acord al Pacífic ha estat discutit. Fiji i Papua Nova Guinea, les dues economies insulars més grans del Pacífic, s'han negat a unir-s'hi, minant significativament el valor de l'acord. S'espera que l'eliminació dels aranzels sobre les mercaderies importades d'Austràlia i Nova Zelanda provoqui una pèrdua important d'ingressos als governs del Pacífic. La Xarxa del Pacífic sobre la Globalització ha qualificat l'acord de "desequilibrat", ja que les disposicions clau sobre l'ajuda i la mobilitat laboral no són vinculants.